# Fitoria
Fitoria es una parroquia del concejo de Oviedo situada en la falda del Naranco, dista 1,9 km de la capital del concejo. Tiene 155 habitantes (INE 2008). En sus inmediaciones, según José Manuel González Fernández Vallés, en Archivum, t. XVI, 1966, fue reconocido, el 16 de mayo de 1964, el castro de La Cogolla. Son famosas sus fiestas, llamadas de San Antonio, y que se celebran el primer domingo del mes de julio.

## Demografía
| Año       | 2000 | 2001 | 2002 | 2003 | 2004 | 2005 | 2006 | 2007 | 2008 | 2009 | 2010 |
| Población | 155  | 158  | 164  | 157  | 161  | 157  | 155  | 157  | 150  | 149  | 155  |